# Arthur Palac
Arthur Palac  − amerykański bokser, srebrny medalista igrzysk panamerykańskich w 1999.

## Kariera amatorska
Palac w 1999 roku reprezentował Stany Zjednoczone na igrzyskach panamerykańskich w Winnipeg. Wywalczył tam srebrny medal w kategorii średniej, przegrywając w finale z Kubańczykiem Yohansonem Martínezem. W 1999 wygrał turniej Golden Gloves w kategorii średniej, pokonując w finale Jersona Ravelo. Sukces powtórzył w roku 2000, pokonując w finale kategorii średniej Terrance'a Johnsona. W 1999 był również mistrzem Stanów Zjednoczonych w kategorii średniej. W finale pokonał Jeffa Lacy'ego.
Nie zakwalifikował się na igrzyska olimpijskie w Sydney. Na turnieju kwalifikacyjnym dla Stanów Zjednoczonych zajął 3. miejsce, pokonując m.in. Jersona Ravelo, Randy'ego Griffina czy Juliusa Fogle'a.